# Aeroportul Juan Pablo Pérez Alfonso
Aeroportul Juan Pablo Pérez Alfonso (IATA: VIG, ICAO: SVVG) este un aeroport din Alberto Adriani⁠(d), Mérida, Venezuela. A fost numit după Juan Pablo Pérez Alfonzo⁠(d).
Situat la o altitudine de 75 m, aeroportul dispune de o singură pistă.